# Darłowo
Darłowo (in casciubo Dërłowò, in tedesco Rügenwalde) è una città polacca del distretto di Sławno nel voivodato della Pomerania Occidentale.
Ricopre una superficie di 19,93 km² e nel 2008 contava 14604 abitanti.
La città dette i natali nel 1382 ad Eric di Pomerania, che divenne re ereditario di Norvegia (1389 - 1442), re eletto di Danimarca (1412 - 1439), di Svezia e dell'unione di Kalmar (1396 - 1439) e che vi morì e fu sepolto nel 1459.